# Кетлинская, Вера Казимировна
Вера Казимировна Кетли́нская (1906—1976) — русская советская писательница и сценарист. Лауреат Сталинской премии третьей степени (1948).

## Биография
Родилась 28 апреля (11 мая) 1906 год в Севастополе в семье морского артиллерийского офицера, поляка Казимира Филипповича Кетлинского, с 1917 года контр-адмирала и Главного начальника Мурманского укрепленного района и Мурманского отряда судов (Главнамура), фактически коменданта Мурманска; в 1918 году он был убит неизвестными. Мать — Ольга Леонидовна Кетлинская (в девичестве Конкевич, 1879–1942), дочь морского офицера, пианистка, педагог; умерла во время блокады Ленинграда.
Трудовую деятельность начала с 13 лет на заводе, с 1920 года на комсомольской и партийной работе. С 1923 года жила в Ленинграде. С 1927 года работала в Госиздате. Член Коммунистической партии с 1927 года.
Первое литературное произведение — повесть «Натка Мичурина» (1929) — посвящено рабочей молодежи.
Публиковалась также под псевдонимом Петров В. (Тринадцать октябрей. — М., 1930; История одного лагеря. — М.; Л., 1931). Член ВКП(б) с 1927 года.
Евгений Шварц вспоминал о визите членов редколлегии журнала «Ёж» в школу в 1930 году:
Кетлинская разговаривала с педагогами и ребятами спокойно, вполне веря в значительность журнала «Еж», в комплексный метод как единственно правильный, обвиняя мягко, но спокойно и уверенно директора в том, что он недоучёл воспитательную роль пионерской организации. И при первом же знакомстве нельзя было не заметить одной особенности Веры Казимировны: она и в самом деле верила во всё это. Всем существом. Без всяких подмигиваний в сторону – дескать, мы сами понимаем, да приходится.
В 1936 исключена из Союза писателей СССР, в 1939 году восстановлена.
Идеологически выдержанные произведения о строителях нового коммунистического общества получили признание со стороны партийного руководства. В блокадном Ленинграде была на руководящих должностях идеологического фронта (с июня 1941 по июль 1942 — ответственный секретарь Ленинградского отделения СП СССР). Наиболее известные произведения: «Мужество» — о строителях Комсомольска-на-Амуре, «В осаде» (1947) — о блокадном Ленинграде. В дотелевизионный период её произведения легли в основу радиоспектаклей, регулярная трансляция которых осуществлялась на всю страну и оказывала идеологическое влияние на население страны.

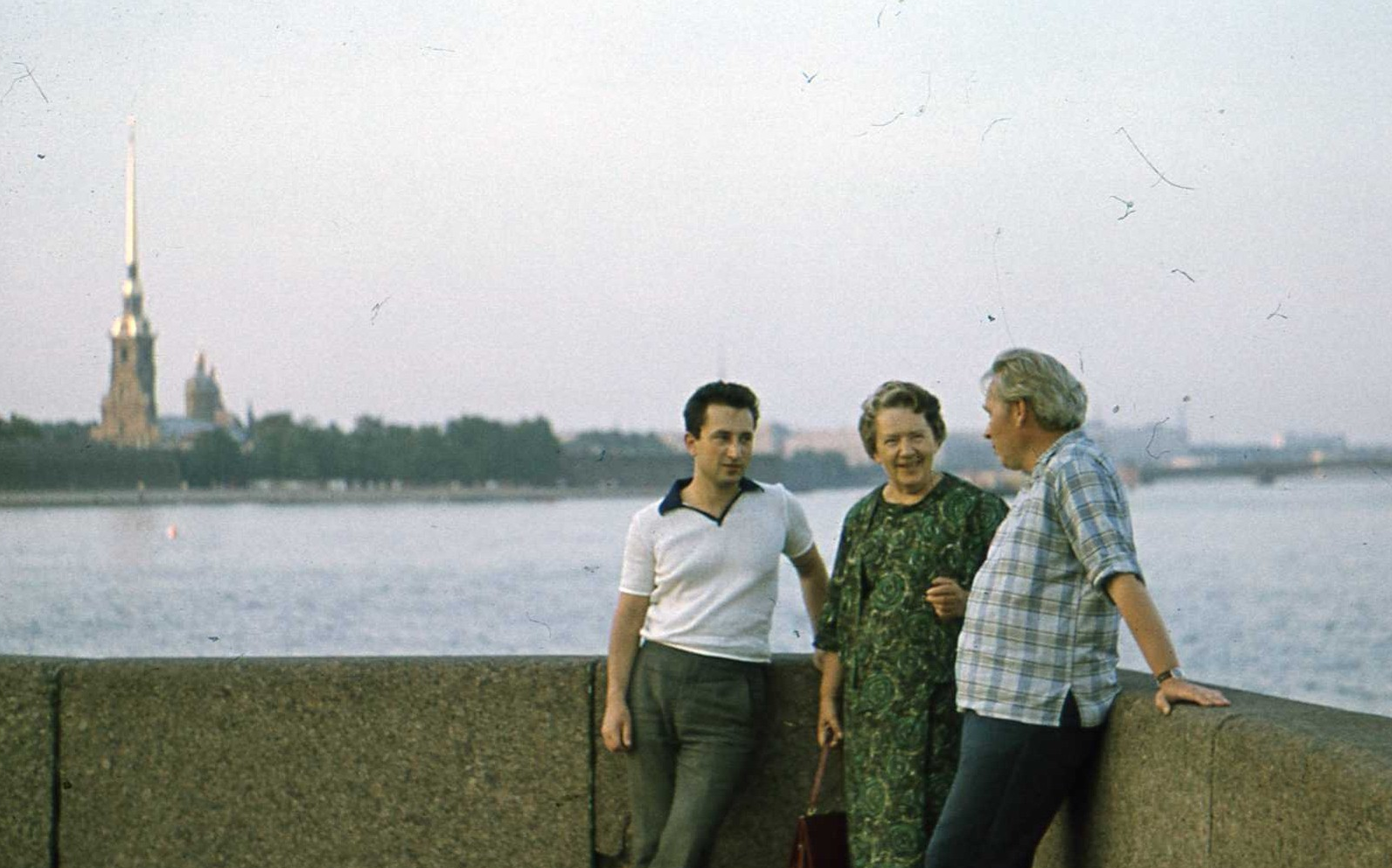
Вера Кетлинская с сыном и Сергеем Хаджибароновым. Ленинград, 1971

В апреле 1957 года посетила Чехословакию, после чего составила отчёт в иностранную комиссию ССП с просьбой переслать его в ЦК КПСС. В отчёте Кетлинская указала, что в Чехословакии имели место «нездоровые настроения».

Памятник на могиле Веры Кетлинской

Жила на даче в Комарово и в доме № 9 на набережной канала Грибоедова, в котором проживало много известных советских писателей и поэтов (О. Д. Форш, В. А. Каверин, В. Я. Шишков, И. С. Соколов-Микитов, М. М. Зощенко, П. Н. Лукницкий, Г. Д. Венус, Е. Л. Шварц, С. А. Семёнов, М. Э. Козаков, Л. И. Борисов, Л. И. Раковский, Ю. П. Герман, Б. М. Лихарев, И. К. Авраменко, Н. Л. Браун, М. И. Комиссарова, В. М. Саянов, В. А. Рождественский и др.). Свою квартиру меньшей площади обменяла на бо́льшую с М. М. Зощенко.
В. К. Кетлинская умерла 23 апреля 1976 года. Похоронена на Комаровском кладбище в пригороде Санкт-Петербурга.
Пыталась добиться восстановления доброго имени своего отца контр-адмирала Кетлинского, исследовав большой объём документов и издав в 1972 году в журнале «Новый мир» повесть о нём «Вечер. Окна. Люди» (в 1974 году издана отдельной книгой). Однако ряд членов Ленинградской писательской организации обвинили её в попытке реабилитации белого палача, в фальсификации исторических фактов и в других грехах. Дело рассматривала комиссия Ленинградского горкома КПСС, но даже после её положительного для Кетлинской вердикта обвинения в её адрес не прекращались до самой смерти. С другой стороны, в её защиту выступали Фёдор Абрамов, Даниил Гранин, Юрий Рытхэу и другие писатели.

### Награды и премии
- Сталинская премия третьей степени (1948) — за роман «В осаде» (1947)[14]
- орден Трудового Красного Знамени (19.05.1956) — за заслуги в области развития советской литературы, в связи с 50-летием со дня рождения
- медали

### Семья
- Сестра — литературный критик Тамара Казимировна Трифонова (1904—1962), замужем за детским писателем Ильёй Иволгиным (1900—1949).
- Первый муж — Павел Илларионович Соколов, журналист, комсомольский деятель, руководитель ЦМ ТРАМа; погиб в Великую Отечественную войну.
- Второй муж (с 1927 года) — художник Евгений Адольфович Кибрик[15][16]; супруги жили на Канале Грибоедова, № 9, кв. 132[17].
- Третий муж (1942—1949) — писатель Александр Ильич Зонин.
  - сын — Сергей Александрович Кетлинский (1940—2019), доктор медицинских наук, профессор, член-корреспондент РАМН (усыновлён А. И. Зониным).
  - сын — Владимир Александрович Кетлинский (Зонин; род. 1944), педагог, кандидат химических наук.

### Критика
- В. Кетлинская. «Глубинное течение» // Литературная газета. — 1964. — 28 ноября.

## Экранизации
- 1980 — Мужество, советский кинофильм в 7 сериях; снят на киностудии имени А. Довженко